# Actinodaphne leiantha
Actinodaphne leiantha är en lagerväxtart som beskrevs av Joseph Dalton Hooker. Actinodaphne leiantha ingår i släktet Actinodaphne och familjen lagerväxter. Inga underarter finns listade i Catalogue of Life.